# Всесвітні форуми українців
Всесві́тній фо́рум украї́нців — вищий керівний орган громадської спілки «Української всесвітньої координаційної ради» (ГС «УВКР»).
Форуми скликаються періодично, раз на 4 роки або раз на 5 років, за ініціативою українських громадських організацій світу і за підтримки української держави.

## І Всесвітній форум українців

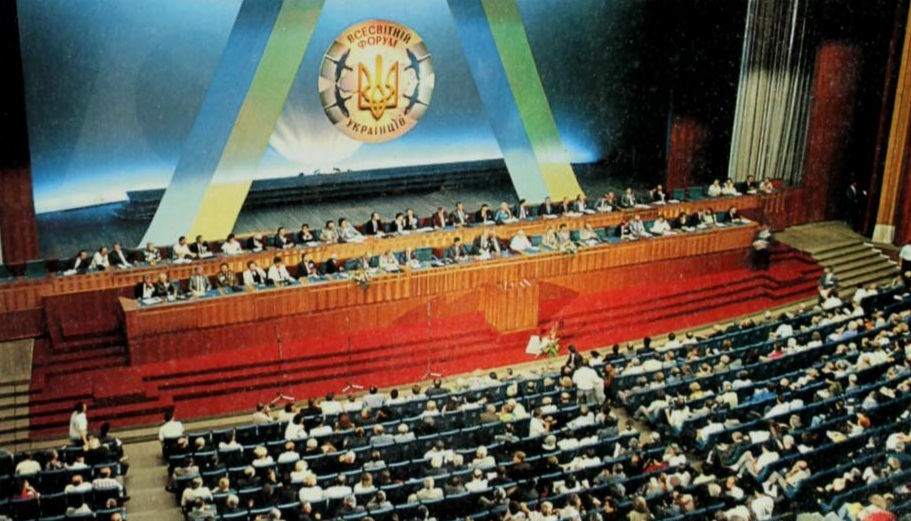
Всесвітній форум українців. 1992 р.

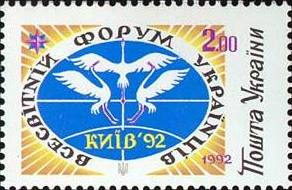
Марка Укрпошти, присвячена Всесвітньому форуму українців. 1992 р.

І Всесвітній форум українців відбувся у Києві 21-24 серпня 1992 року (на першу річницю проголошення незалежності України).
Цей Форум значною мірою мав святковий, піднесений характер. Адже його делегати були сповнені великих очікувань — після кількох століть поневолення Україна отримала державний суверенітет, в українців з'явилася можливість власноруч будувати своє життя, дати належну оцінку подіям минулого.
Під час проведення Форуму відбулися засідання численних секцій, «круглих столів», на яких розглядалися актуальні питання політичного, культурологічного, економічного характеру. Одним з рішень Першого форуму було створення постійного органу — Української Всесвітньої Координаційної Ради (УВКР) з місце знаходженням її в Києві.

## II Всесвітній форум українців
II Всесвітній форум українців відбувся 21-25 серпня 1997 року. За час, що минув від I Форуму, Україна стала членом впливових міжнародних організацій, зокрема Ради Європи. Разом з тим стали очевидними труднощі на шляху її становлення як демократичної і економічно розвиненої європейської країни. Тому основне завдання Форуму й полягало в тому, щоб проаналізувати сучасні процеси в Україні і діаспорі, визначити проблеми, які потребують скоординованих зусиль всього українства для їх вирішення.
У роботі II Форуму взяло участь 600 делегатів та 240 гостей із 46 країн світу та з України, високі посадові особи, представники всіх регіонів держави. В ході роботи цього поважного зібрання також було узагальнено накопичений досвід співпраці між Україною та українською діаспорою з урахуванням нової ролі України як повноправного і важливого суб'єкта європейського і світового співтовариства.
В цілому, ситуація на II Форумі відрізнялася від атмосфери, що панувала 1992 року. Форум поступово перетворювався на робоче засідання із чітко визначеною метою.

## III Всесвітній форум українців
III Всесвітній форум українців відбувся під час святкування 10 річниці Незалежності України, 18-20 серпня 2001 року.
Ситуація в державі, політичне протистояння між владою та опозиційними партіями, що вилилося у вуличні протести, посилювало у делегатів гостре відчуття проблем, перед якими опинилася Україна. До них належали низький рівень життя, недостатня увага державних органів до питання відродження української культури, ситуація зі свободою слова тощо. Часом полеміка з політичних арен переносилася і до зали палацу «Україна», де проходило зібрання світового українства.
Під час роботи Форуму відбулися засідання секцій за напрямками мовного будівництва, молодіжної політики, освітнього та науково-технічного, політологічного, інформаційного, культурологічного, економічного, екологічного, правового, охорони здоров'я, «круглі столи», наукові конференції.
У своїй резолюції делегати Форуму відзначили, що Україна утверджує себе повноправним суб'єктом європейського та світового співтовариств, «чітко засвідчила курс на європейську інтеграцію». Водночас у резолюції акцентується увага на тому, що «економічні та соціальні втрати ринкових реформ виявилися величезними та призвели до зменшення більш як на 50 % виробничого потенціалу країни, загрозливого падіння життєвого рівня народу, погіршення здоров'я нації, різкого зменшення кількості населення України, нестримної диференціації доходів і, як наслідок, посилення соціальної нестабільності та політичної напруги, почуття безвиході та розчарування».
Делегати Форуму висловили занепокоєння станом розвитку духовно-інтелектуального потенціалу України, української мови, закликали до єдності українські Церкви. «Серйозну тривогу викликає проблема інформаційної безпеки України, передусім втрати національного інформаційного простору», — йдеться також у резолюції. У підсумковому документі III Форуму його делегати підкреслили, що «без єдності патріотичних, демократичних сил неможлива вільна, заможна, демократична, національна українська держава».

## IV Всесвітній форум українців

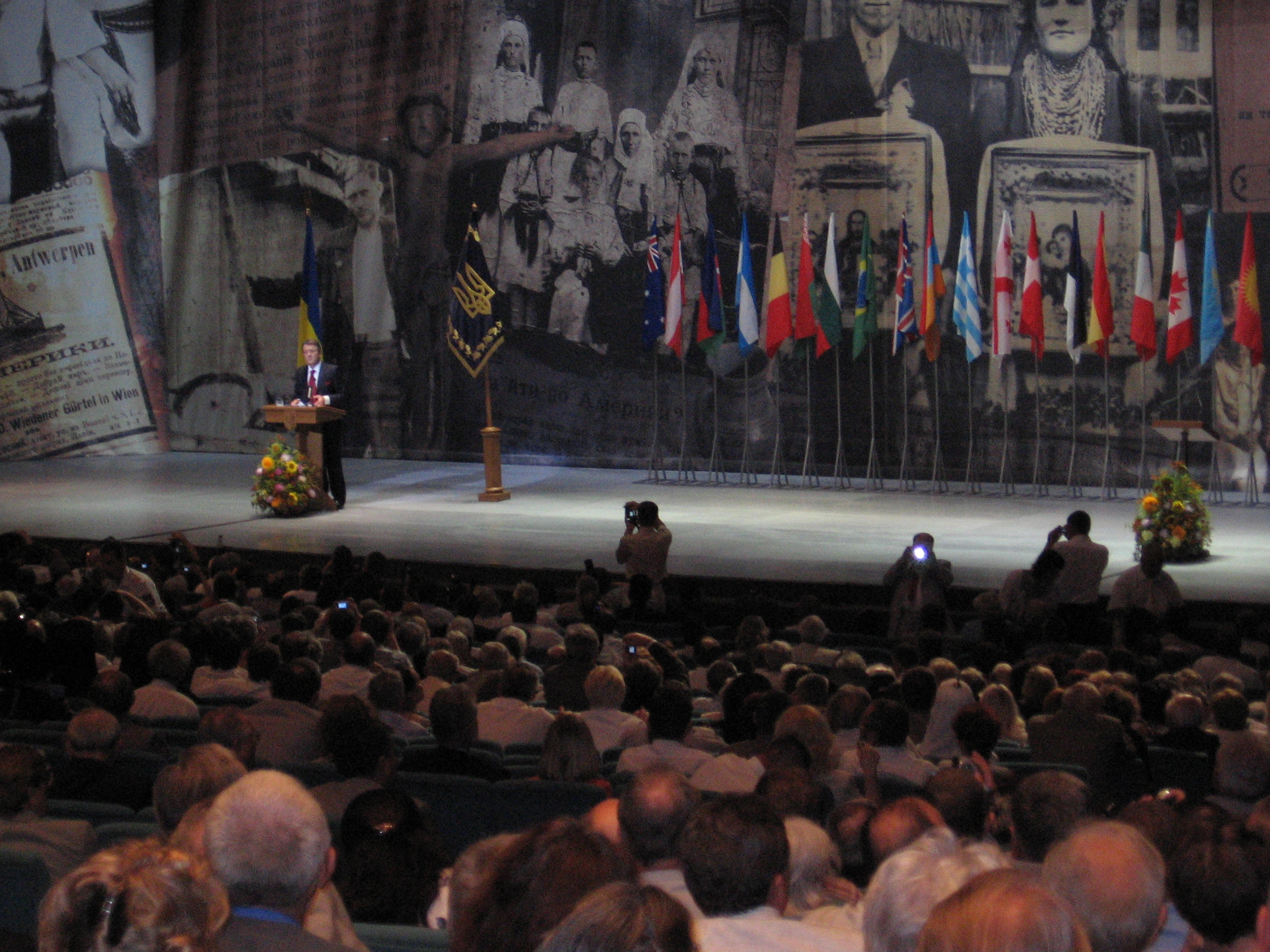
IV Всесвітній форум українців. Палац «Україна». Виступає Президент України Віктор Ющенко.

IV Всесвітній форум українців мав відбутися у серпні 2005 року, але його проведення було перенесене на 2006 рік.
IV Всесвітній форуму українців відбувся у Києві 18-20 серпня 2006 року. У роботі Форуму взяло участь 450 делегатів, 450 гостей, 50 представників т. зв. «четвертої хвилі» еміграції (українців, які виїхали за кордон на заробітки останніми роками), 80 представників іноземних ЗМІ, 450 учасників фестивалю «Український спів у світі» — усього близько 1900 осіб. Всього у форумі взяли участь представники закордонного українства з 43 країн світу, а також представники всіх регіонів України, Секретаріату Президента, Кабінету Міністрів, народні депутати, політичні та громадські діячі України.
IV Всесвітній форум українців обрав нового голову УВКР — Дмитра Павличка.

### Галерея Форуму

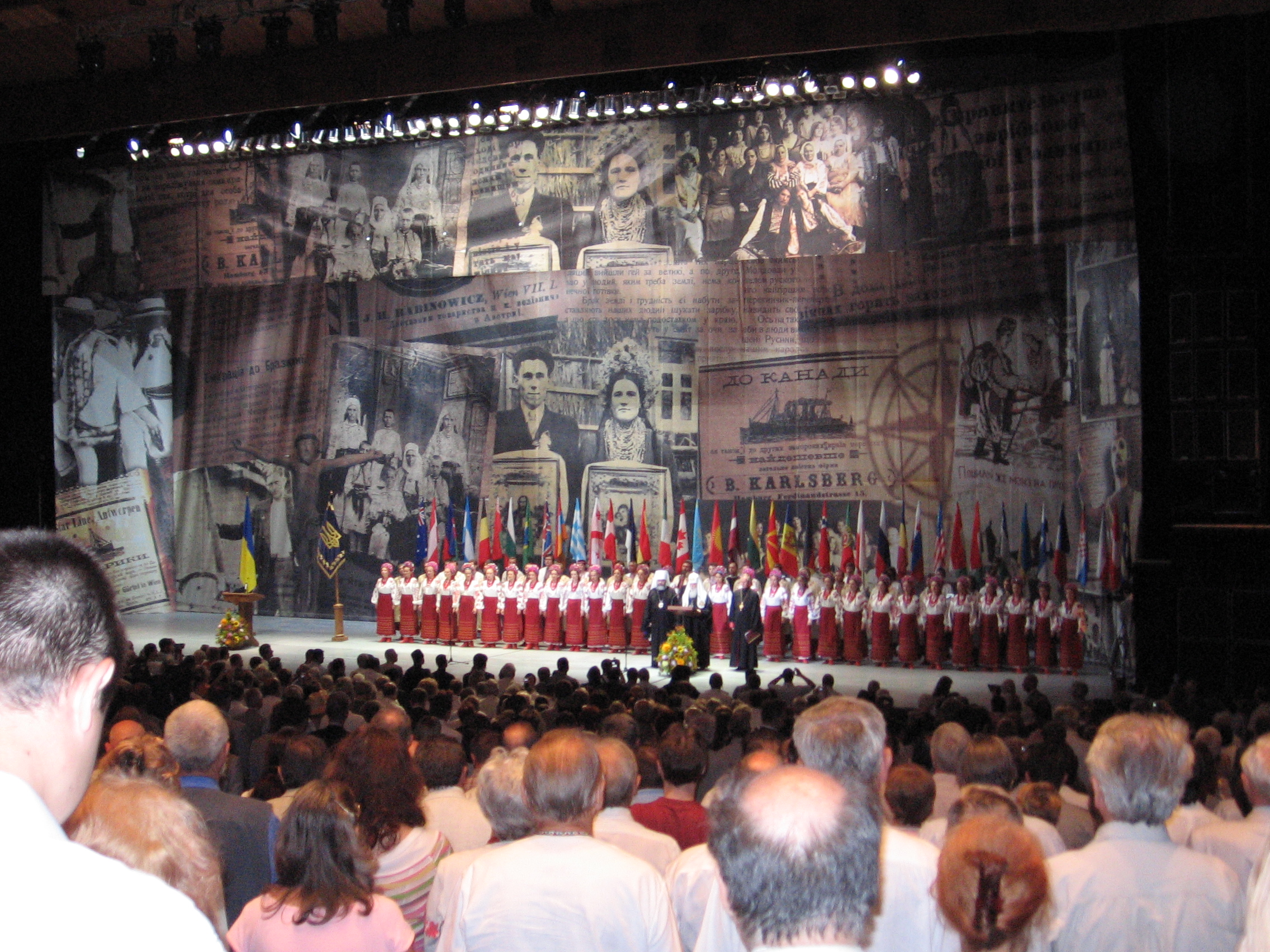
Форум-2006. Концерт.
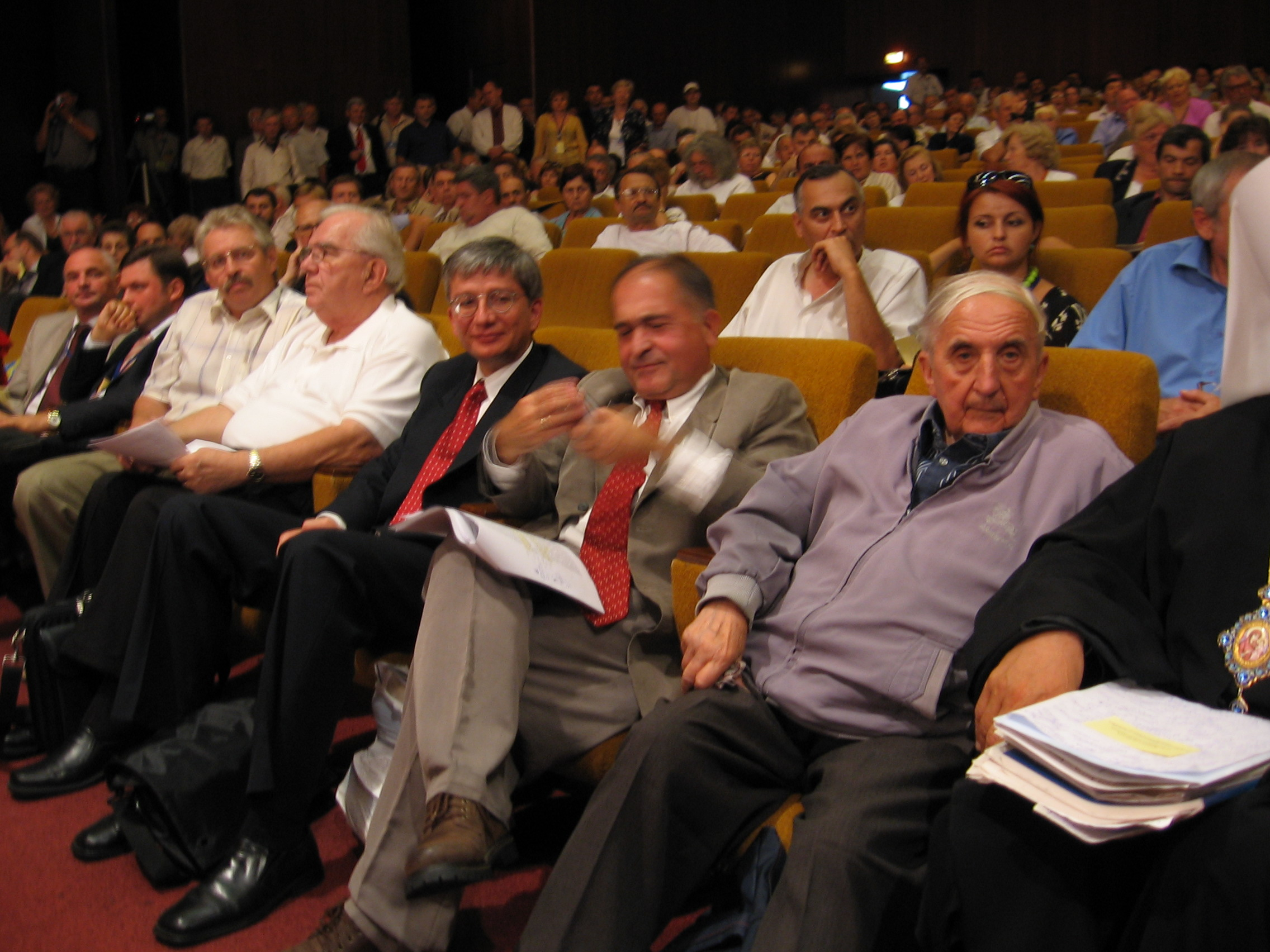
Форум-2006. У залі Форуму.
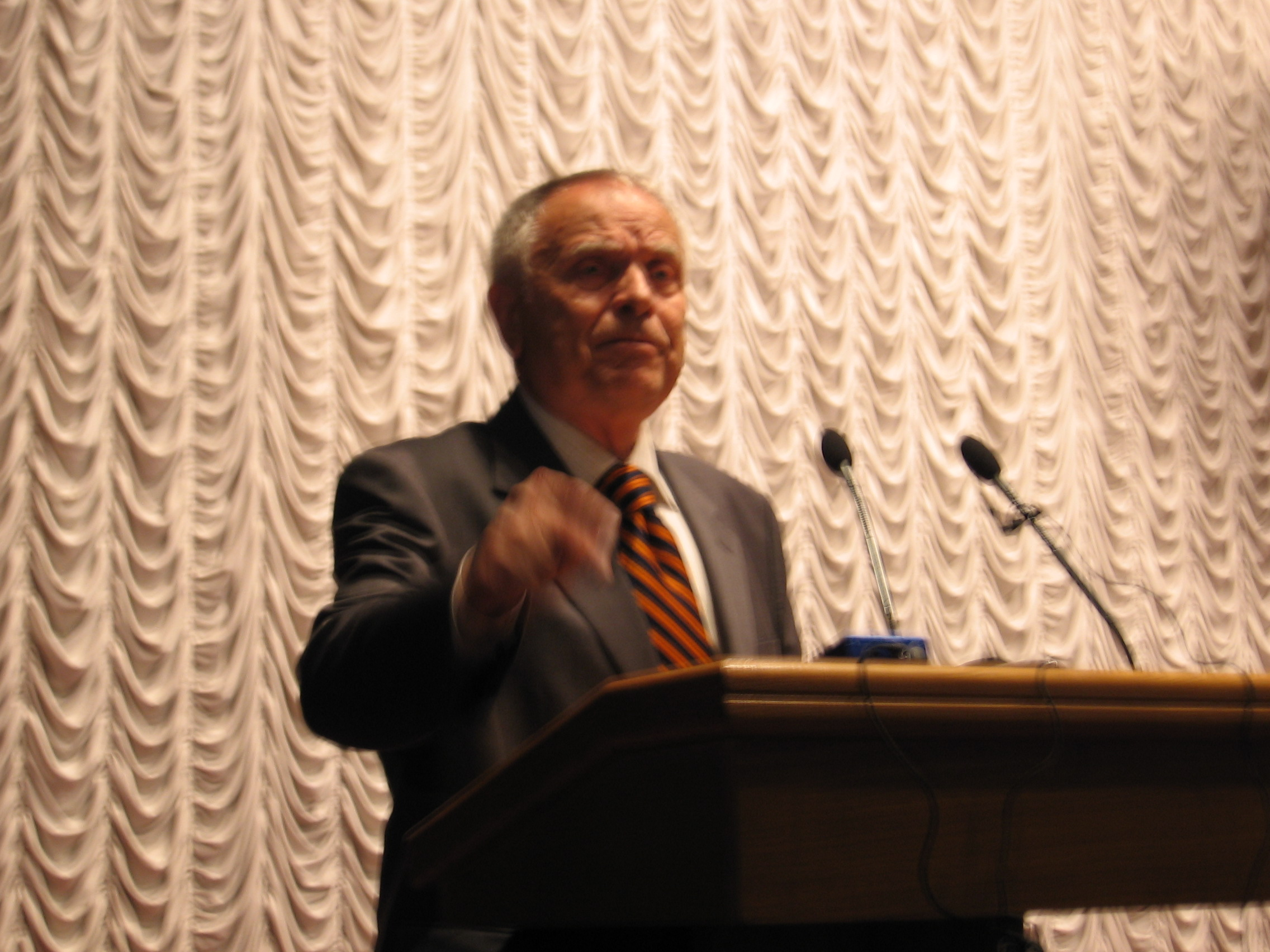
Форум-2006. Виступає Дмитро Павличко
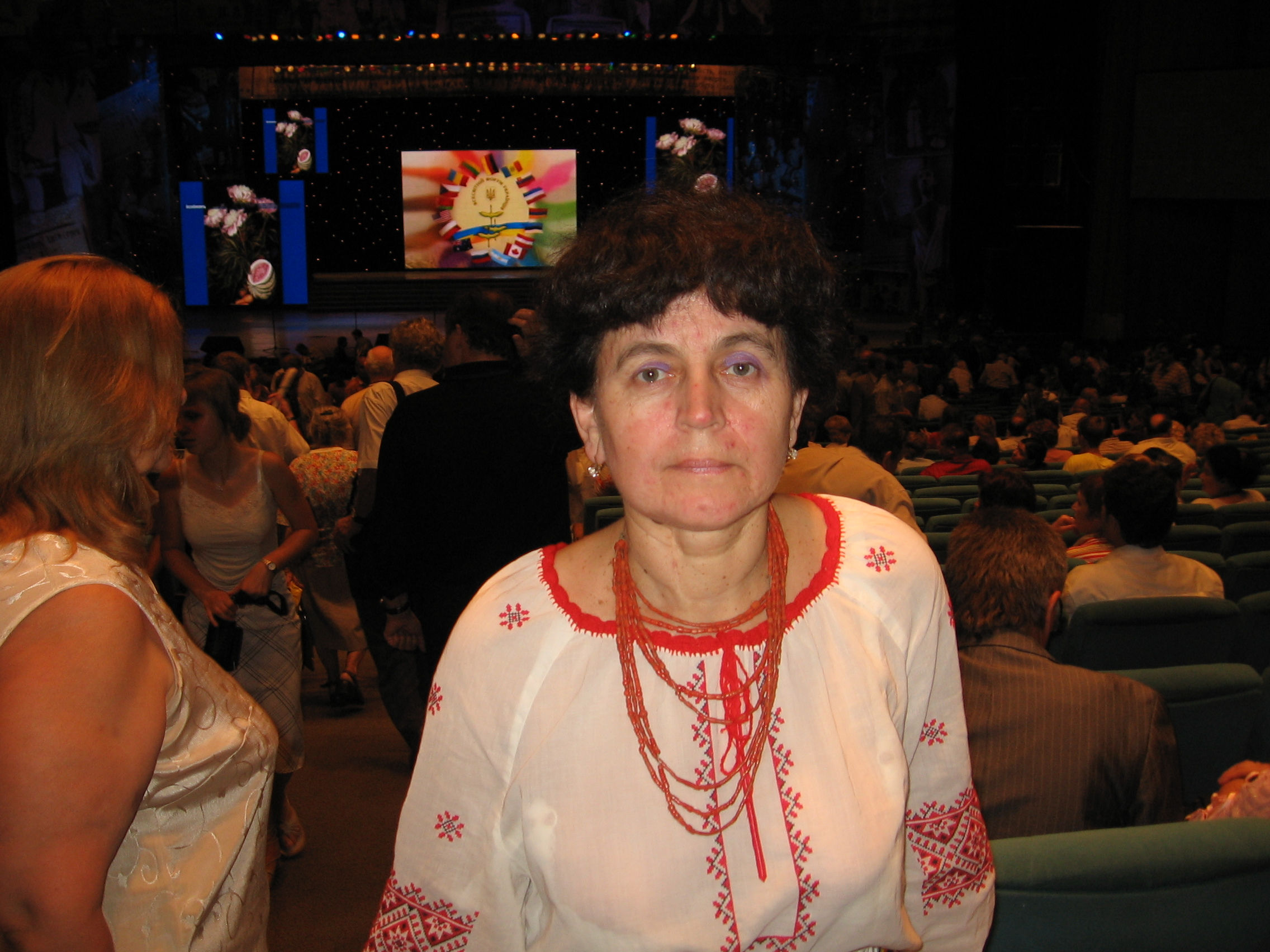
Учасниця Форуму-2006.

## V Всесвітній форум українців

Відкриття V Всесвітнього форуму українців. Національна опера України імені Тараса Шевченка.

V Всесвітній форум українців відбувся у Києві 18-20 серпня 2011 року. У його роботі взяли участь 300 делегатів з різних країн світу — по 100 від східної та західної діаспори та з України.
Перший день Форум працював у приміщенні Національного оперного театру України, де увечері відбувся концерт українських майстрів мистецтв з України і країн поселення українців світу. 2 і 3 день Форум працював у тематичних секціях в Українському домі. Форум прийняв низку ухвал, звернень до владних структур в Україні, спрямованих на розвиток української культури, мови, правовий захист українців у країнах поселення, а також ряд звернень з поточних подій в Україні. Зокрема, конгрес українців закликав владу України звільнити з-під арешту колишнього прем'єр-міністра, лідера партії Батьківщина Юлію Тимошенко та ексглаву МВС Юрія Луценка.
V Всесвітній форум українців обрав нового голову УВКР — Ратушного Михайла Ярославовича.

### Галерея-2011

V Всесвітній форум українців
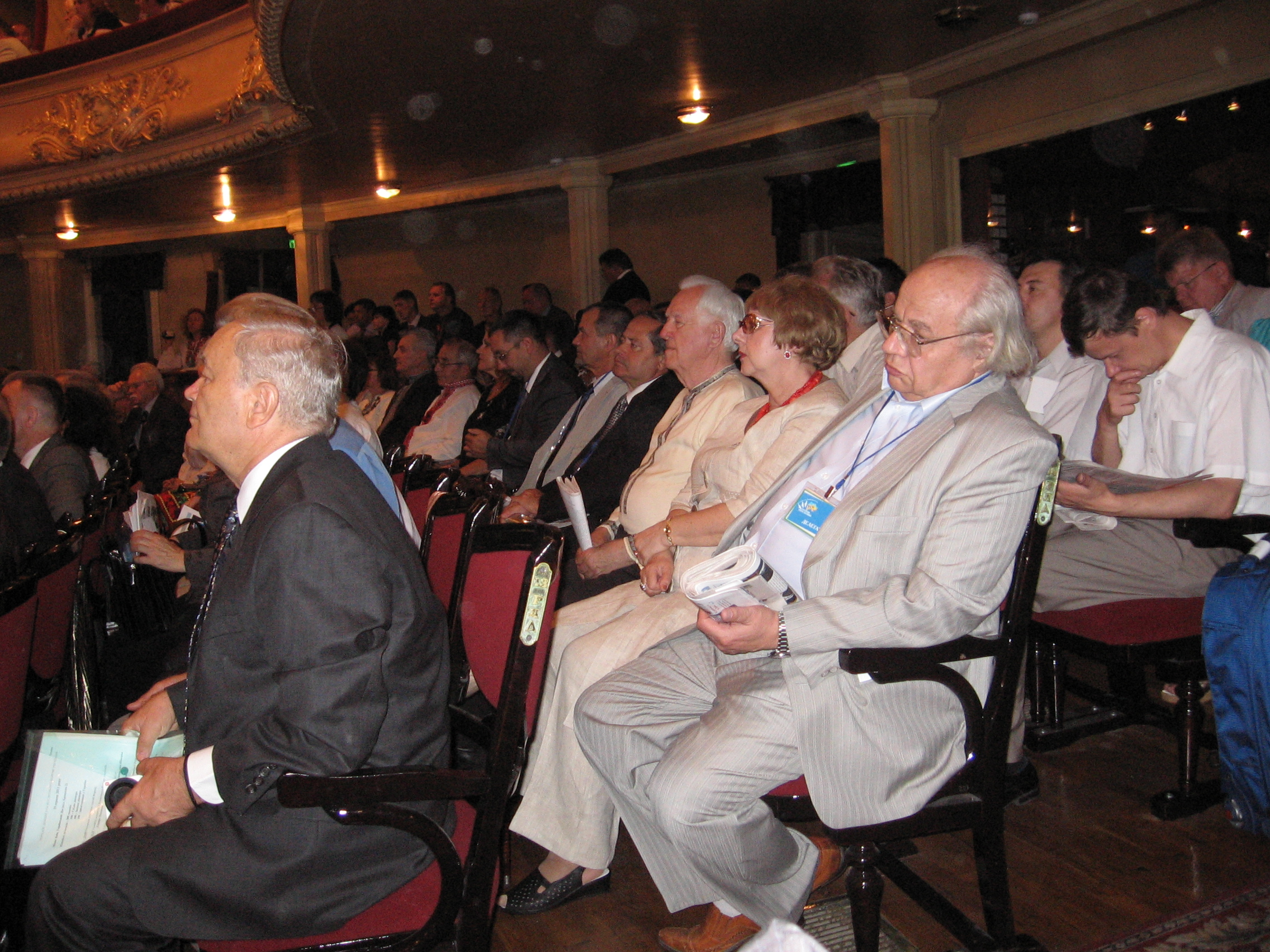
На пленарному засіданні. Іван Драч
Засідання секції міграції
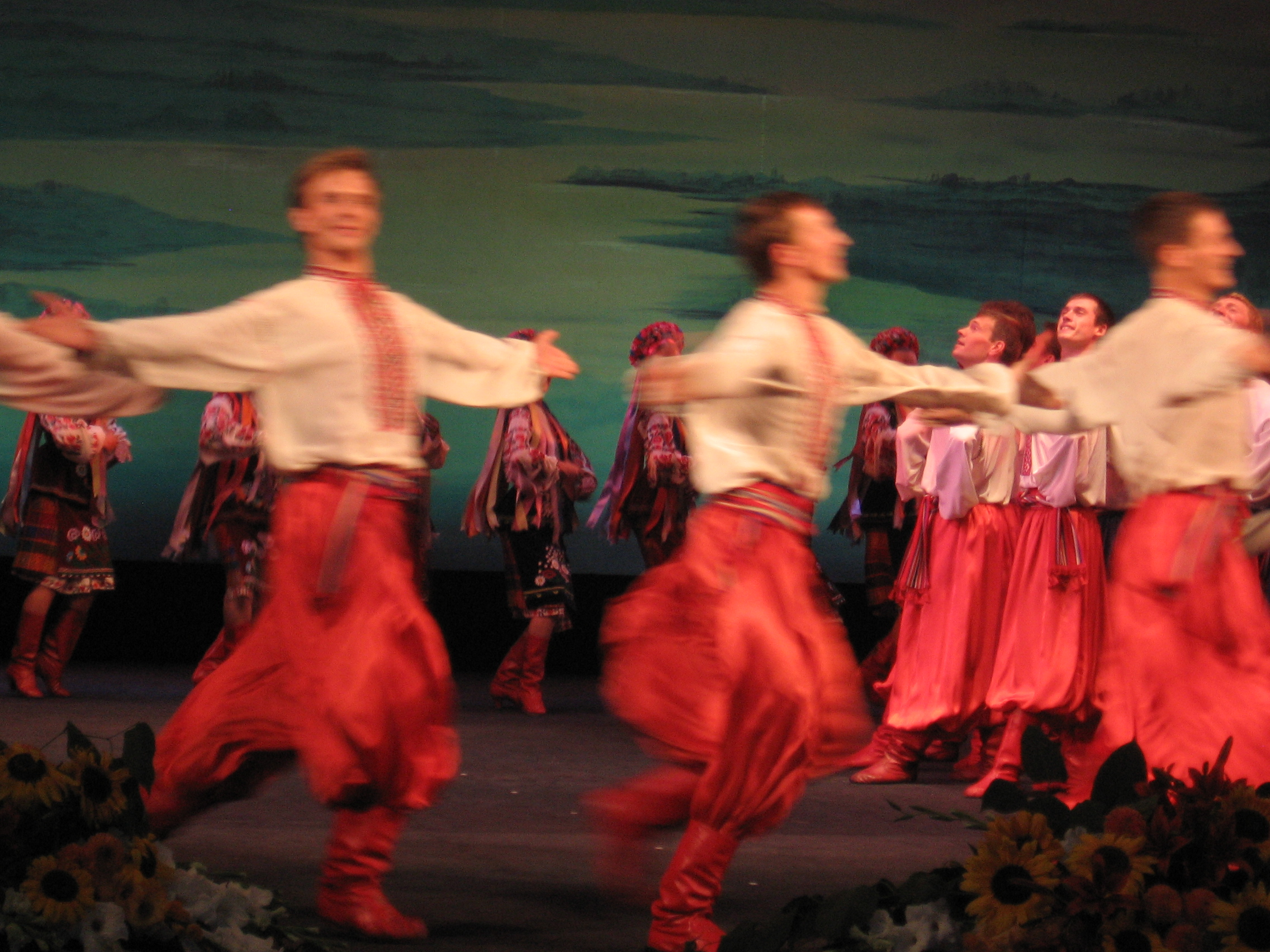
Концерт в рамках Форуму
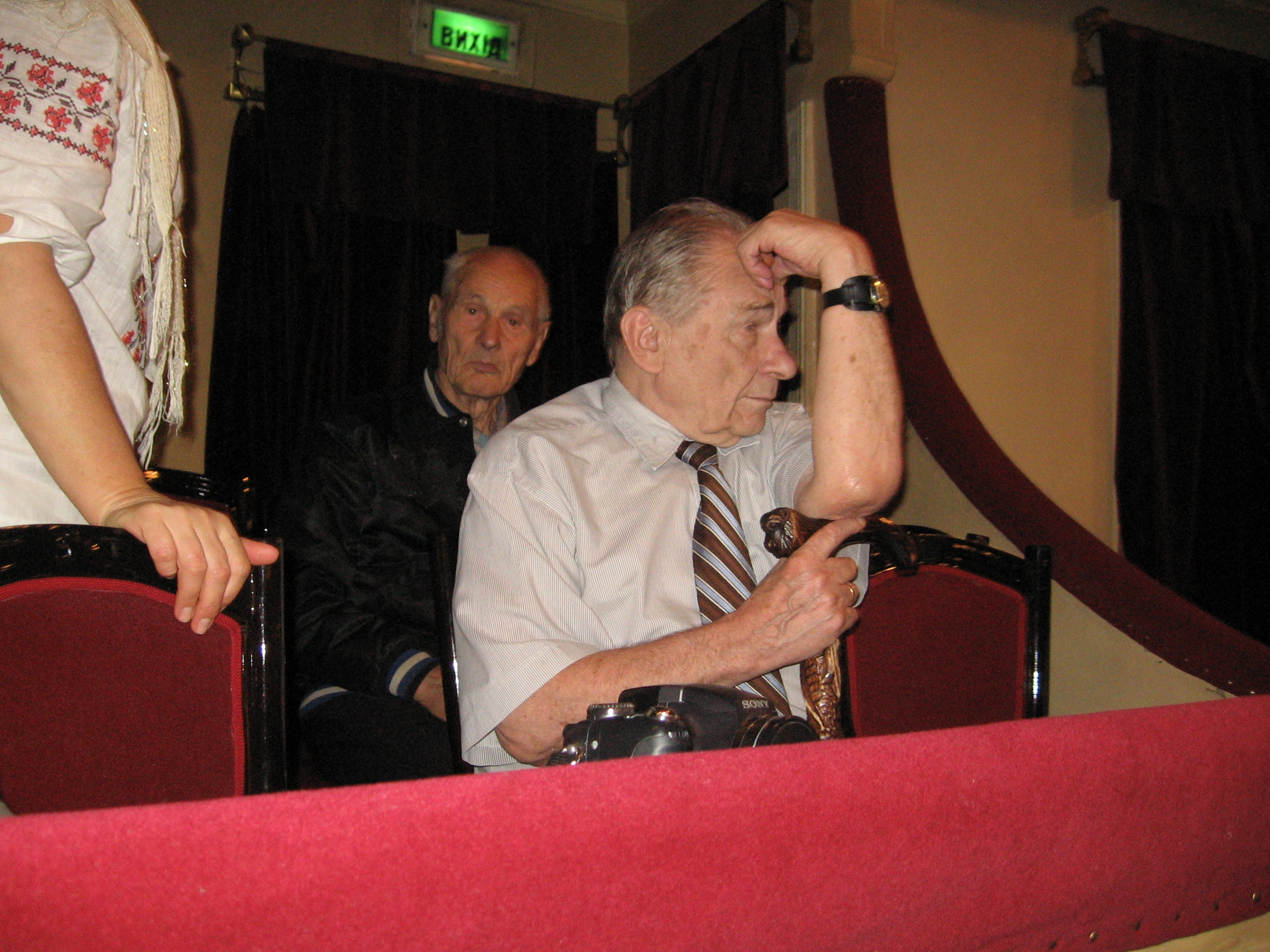
Юрій Шухевич на Форумі-2011

## VI Всесвітній форум українців
VI Всесвітній Форум Українців зібрався 20–21 серпня 2016 року в Українському домі, Київ. Участь у ньому взяло 300 делегатів — представників закордонного українства з понад 30 країн світу. На Форум запрошені Президент України, Прем'єр-Міністр, Голова Верховної Ради, представники духовенства та громадськості. Робота Форуму передбачає пленарне засідання, а також діяльність 10 секцій та комісій, з актуальних питань, що хвилюють українців в Україні та діаспорі. В рамках Форуму передбачено урочистий концерт «Всі ми діти твої Україно», на котрому виступлять кращі артисти української діаспори та колективи з України.
Виступаючи на Форумі, Леонід Кравчук закликав українську владу провести референдум щодо вступу України в НАТО. Форум підтримав цю пропозицію.
Віцепрем'єр-міністр України В'ячеслав Кириленко на відкритті VI Всесвітнього форуму українців заявив, що Російська Федерація проводить політику денаціоналізації українців, які перебувають на її території.
VI Всесвітній форум українців дещо скоригував частоту скликання Всесвітніх форумів українців — віднині вони проходитимуть щоп'ять років.
VI Всесвітній форум українців переобрав голову ГС «УВКР» — Ратушного Михайла Ярославовича на новий строк.

## VII Всесвітній форум українців
VII Всесвітній Форум Українців відбувся 25–26 серпня 2023 року в Києві — столиці воюючої України,
в аудиторії 329 КНУ.
Делегатами та гостями Форуму були представники Європейського Конгресу Українців, Східної діаспори, керівники асоціацій та товариств української діаспори.
Благословив відкриття VII Форуму 94-річний Святійший Філарет, Патріарх Київський і всієї Руси-України, якого запросив організатор Форуму, голова УВКР Михайло Ратушний.
Головою Української всесвітньої координаційної ради обрано Сергія Рудика (перебуває в ЗСУ, включався онлайн).

## Відео
- Христина Стебельська. Третій Всесвітній форум українців (гала-концерт) [Архівовано 17 жовтня 2013 у Wayback Machine.]
- Христина Стебельська. Третій Всесвітній форум українців [Архівовано 17 жовтня 2013 у Wayback Machine.]